# فيليب أرماند مارتن
فيليب أرماند مارتن هو سياسي فرنسي، ولد في 28 أبريل 1949 في كوميير ‏ في فرنسا. نشط حزبياً في التجمع من أجل الجمهورية والاتحاد من أجل حركة شعبية.

## مناصب
- انتخب عمدة كوميير ‏ (20 مارس 1989 – 16 مارس 2008).
- في انتخابات البرلمان الأوروبي 1994، انتخب عضو في البرلمان الأوروبي عن دائرة فرنسا لترشحه ضمن قائمة التجمع من أجل الجمهورية، وقد انضم خلال فترته النيابية (19 يوليو 1994 – 19 يوليو 1999) للكتلة البرلمانية Union for Europe [الإنجليزية]‏.
- انتخب نائب فرنسي عن دائرة Marne's 3rd constituency [الإنجليزية]‏ خلال فترته النيابية (20 يونيو 2012 – 20 يونيو 2017).
- انتخب نائب فرنسي عن دائرة  خلال فترته النيابية [الإنجليزية]‏ (20 يونيو 2007 – 19 يونيو 2012).
- انتخب نائب فرنسي عن دائرة  خلال فترته النيابية  [لغات أخرى]‏ (19 يونيو 2002 – 19 يونيو 2007).
- انتخب نائب فرنسي عن دائرة  خلال فترته النيابية  [لغات أخرى]‏ (12 يونيو 1997 – 18 يونيو 2002).
- انتخب نائب فرنسي عن دائرة  خلال فترته النيابية  [لغات أخرى]‏ (13 ديسمبر 1993 – 21 أبريل 1997).
- انتخب نائب فرنسي عن دائرة  خلال فترته النيابية  [لغات أخرى]‏ (2 أبريل 1993 – 6 أكتوبر 1993).